# Maurice Abatam
Maurice Abatam (23 luglio 1987) è un lottatore ciadiano, specializzato nella lotta greco-romana, libera, sulla spiaggia e senegalese.
È stato vicecampione del mondo ai mondiali di lotta sulla spiaggia di El-Jadida 2013. Ai campionati continentali ha vinto una medaglia d'argento ed una di bronzo nella lotta greco-romana ed un bronzo nella lotta libera.

## Palmarès
- Campionati africani

Dakar 2011: bronzo nella lotta greco-romana -96 kg
N'Djamena 2013: argento nella lotta greco-romana -120 kg
Alessandria d'Egitto 2016: bronzo nella lotta libera -120 kg
- Mondiali di lotta sulla spiaggia

El-Jadida 2013: argento nella categoria M +90 kg
- Giochi della Francofonia

Nizza 2013: oro nella lotta senegalese categoria 120 kg